# Atherinella
Atherinella is een geslacht van straalvinnige vissen uit de familie van koornaarvissen (Atherinopsidae).

## Soorten
- Atherinella alvarezi Díaz-Pardo, 1972
- Atherinella ammophila Chernoff & Miller, 1984
- Atherinella argentea Chernoff, 1986
- Atherinella balsana Meek 1902
- Atherinella beani Meek & Hildebrand 1923
- Atherinella blackburni Schultz, 1949
- Atherinella brasiliensis Quoy & Gaimard, 1825
- Atherinella callida Chernoff, 1986
- Atherinella chagresi Meek & Hildebrand 1914
- Atherinella colombiensis Hubbs, 1920
- Atherinella crystallina Jordan & Culver, 1895
- Atherinella elegans Chernoff, 1986
- Atherinella eriarcha Jordan & Gilbert, 1882
- Atherinella guatemalensis Günther, 1864
- Atherinella guija Hildebrand, 1925
- Atherinella hubbsi Bussing, 1979
- Atherinella jiloaensis Bussing, 1979
- Atherinella lisa Meek 1904
- Atherinella marvelae Chernoff & Miller, 1982
- Atherinella meeki Miller, 1907
- Atherinella milleri Bussing, 1979
- Atherinella nepenthe Myers & Wade, 1942
- Atherinella nesiotes Myers & Wade 1942
- Atherinella nocturna Myers & Wade 1942
- Atherinella pachylepis Günther, 1864
- Atherinella pallida Fowler, 1944
- Atherinella panamensis Steindachner, 1875
- Atherinella pellosemeion Chernoff, 1986
- Atherinella robbersi Fowler, 1950
- Atherinella sallei Regan, 1903
- Atherinella sardina Meek, 1907
- Atherinella schultzi Alvarez & Carranza, 1952
- Atherinella serrivomer Chernoff, 1986
- Atherinella starksi Meek & Hildebrand, 1923
- Atherinella venezuelae Eigenmann, 1920